# تساله لمطاعی
تساله لمطاعی (به عربی: تسالة لمطاعی) یک شهرداری در الجزایر است که در استان میله واقع شده‌است. تساله لمطاعی ۱۳٬۸۴۹ نفر جمعیت دارد.